# لیتل نیویورک (آلاباما)
لیتل نیویورک (به انگلیسی: Little New York) یک منطقهٔ مسکونی در ایالات متحده آمریکا است که در شهرستان مارشال، آلاباما واقع شده‌است. لیتل نیویورک ۱۸۸٫۹۸ متر بالاتر از سطح دریا قرار دارد.